# شهرستان زوولنگ
شهرستان زوولنگ (به لهستانی: Powiat Zwoleń) یک شهرستان در لهستان است که در استان ماسوویان واقع شده‌است. شهرستان زوولنگ ۵۷۱٫۲۴ کیلومتر مربع مساحت و ۳۷٬۱۸۳ نفر جمعیت دارد.